# Now新聞

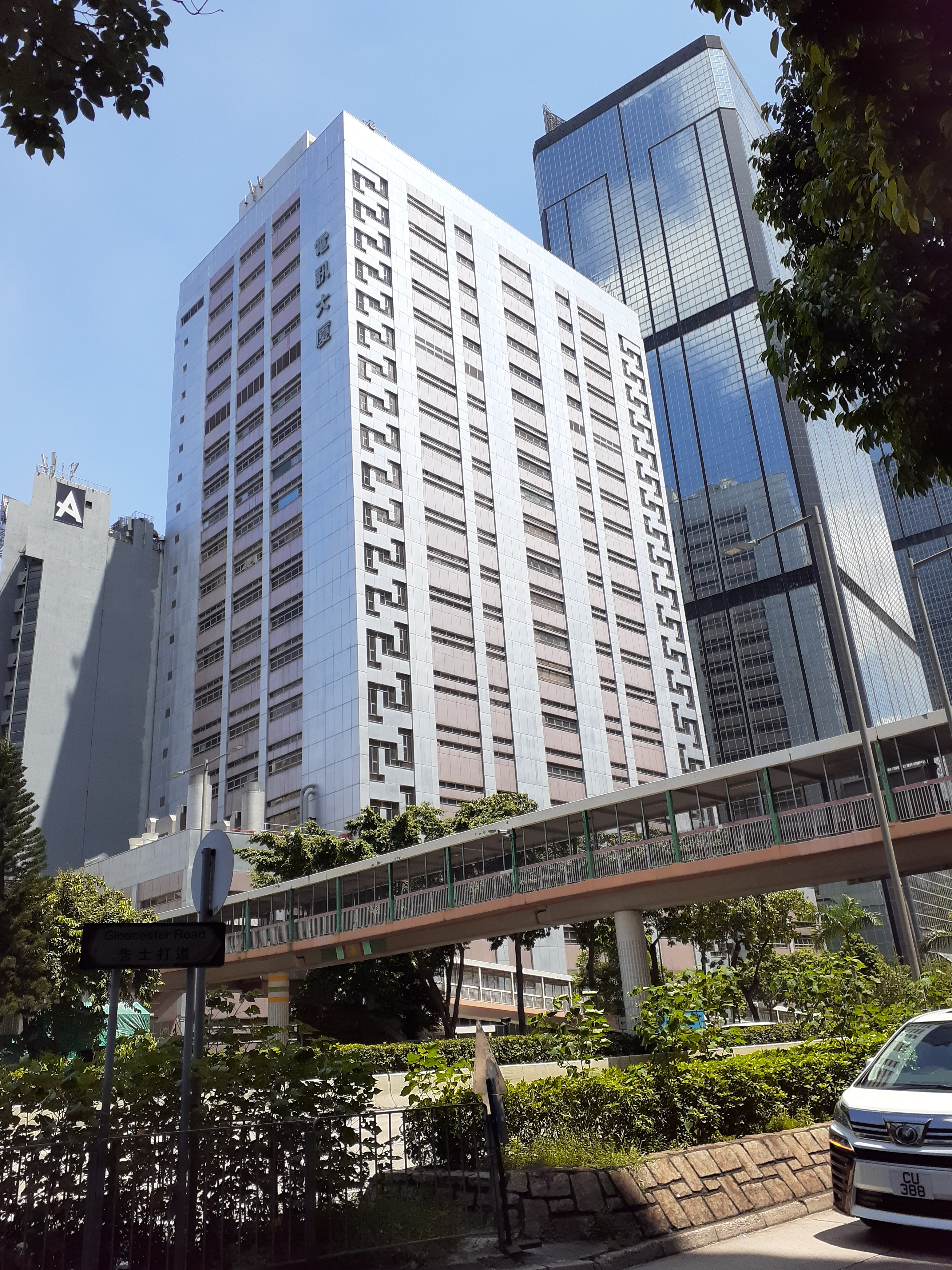
now新聞台及財經台直播新聞中心設於灣仔電訊大廈

Now新聞（前稱：Now寬頻電視新聞）是香港Now TV旗下的新聞機構。
Now新聞是香港現時最大的電視新聞網絡，擁有多條新聞、財經及資訊頻道，同時通過手機應用程式提供新聞直播和資訊節目點播服務。現時此機構在NowTV收費電視平台播放Now直播台（331頻道）、Now新聞台（332頻道）、Now財經台（333頻道）、Now報價台（336頻道）、交通頻道（375頻道）、天氣頻道（376頻道）及航班資訊（377頻道）。2016年起，Now新聞為同屬電訊盈科的免費電視頻道ViuTV每日提供多節新聞報道，亦與路透社合作製作英語新聞報道。雖然now新聞開台不久，但其公信力評分排名一直上升，香港中文大學傳播與民意調查中心的2019年與2022年近兩次的傳媒公信力調查中，超越其競爭對手有線新聞、商業電台與香港電台，成為全港公信力第一的電子傳媒。
Now新聞早在now寬頻電視（今Now TV）啟播時已成立，但初時需要依賴24小時亞視新聞台及其他國際新聞頻道如CNN。其自製有關新聞的頻道需要到2006年3月20日才出現，首個自製的頻道是Now財經台，之後再發展Now報價台、Now直播台，並於翌年啟播Now新聞台。另外，資訊性頻道，例如：交通頻道、天氣頻道及航班資訊亦在now寬頻電視啟播時已經播放。

## 「Now新聞」總部
Now新聞（包括Now直播台、Now新聞台及Now財經台）總部設於灣仔電訊大廈三樓。

## 自製頻道資料

### Now直播台
Now直播台（Now Direct），是香港第三個直播突發新聞現場的頻道。與Now直播台相類似的頻道包括香港電台的港台電視32。

### Now新聞台
Now新聞台，是香港第五個二十四小時報道即時新聞的頻道（前四者分别為有線新聞台、24小時亚視新聞台、香港新聞台和無綫新聞台）。原本是一個標清製作的新聞頻道，於2018年8月13日起升級為高清頻道。Now新聞台主要競爭對手是無綫新聞台及HOY資訊台。

#### 節目
- 《now早晨》（Morning Now）
- 《now新闻报道》（Now News）
- 《now午间新闻》（Now Noon News）
- 《now深宵新闻》（Now Late News）
- 《时事全方位》（News Magazine）
- 《中国评论》（China Critic）
- 《环球荟报》（Global Newspapers）
- 《新闻智库》（News Plus）
- 《体育快讯》
- 《首都专线》（Beijing Report）
- 《世界天气》（World Weather）
- 《气象冷知识》（Cool Met Stuff）
- 《天气报告》
- 《理财有方》（Wealth Management）
- 《潮玩科技》（Tech Biz）或《碳中和》（Carbon Neutral）
- 《杏林在线》（Medicine Online）
- 《经纬线》（now Report）
- 《大鳴大放》（Now Forum）
- 《英超战报》（EPL Highlight）、《西甲战报》（LaLiga）
- 《欧联战报》
- 《欧霸战报》

### Now財經台
Now財經台（Now Business News Channel、英文簡稱），是now TV的其中一個新聞資訊頻道。在2006年3月20日開始播放。Now財經台與對手有線電視財經資訊台一樣，於平日日間重點直播股市實況、並於香港交易所設有直播室，而晚間及假日則播放財經節目及與Now新聞台聯播新聞。Now財經台的主要競爭對手為HOY國際財經台及HOY資訊台。

#### 歷史
- 2006年3月20日，now財經台啟播，交易日主要播放新聞報道及資訊節目，周末則全日重播周一至周五的資訊節目。並設有全港首創之電視報價服務，可在電視螢幕得到一小時延遲金股匯市免費報價服務。
- 2006年8月3日，觀眾可付費訂購即時報價服務。
- 2006年9月6日，now財經台開始提供自選服務，可以隨時收看該台的精選節目《大鳴大放》、《樓市每日睇》及《環球金融快線》。
- 2006年12月9日，假日全日增設新聞報導，並播放其他資訊節目及港台節目。
- 2007年10月24日，now新聞台啟播，now財經台播放的新聞報道時段改與now新聞台聯播，並開始播放在財經台單獨播放的《now財經新聞》。
- 2018年8月13日，Now新聞台（332頻道）及Now財經台（333頻道）正式由標清轉為高清共享台號頻道，所以節目均以高清製作。
- 2020年3月24日至2020年4月5日，因新聞部一名男剪接師確診感染COVID-19，位於灣仔電訊大廈3樓的辦公室須關閉進行消毒清潔，約70名員工須即時疏散[3][4]。Now新聞台需要啟動後備團隊改於6樓工作，廣播服務維持正常，但部分錄影廠節目被迫暫停，包括《時事全方位》、《交易時段》等[5][6][7]。

#### 節目
- 《牛熊先机》（Pre-Opening）
- 《交易时段》（Trading Hour）
- 《午间股评》（Midday Market Wrap）
- 《收市检讨》（Market Wrap）
- 《now财经新闻》（Now Business News）
- 《楼市每日睇》（Property Daily）
- 《港股今日睇》（Market Today）
- 《环球金融快线》（Global Market Express）
- 《都会蓝图/新屋入伙》
- 《示位Show/楼计饰》
- 《都会蓝图》
- 《新屋入伙》
- 《示位Show》
- 《楼计饰》
- 《二手HOT PICK》、《生活情报》
- 《citi 开市轮证直击》
- 《国君轮证视野》
- 《一周睇楼团》（Property Weekly）
- 《理财有方》（Wealth Management）
- 《潮玩科技》（Tech Biz）或《碳中和》（Carbon Neutral）
- 《大鸣大放》（Now Forum）
- 《杏林在线》（Medicine Online）（半小时版）
- 《经纬线》（Now Report）
- 《无限速驱乐部》

### Now報價台
Now報價台（Now Data），是香港第一個24小時不停財經報價的頻道，於2010年3月15日啟播，並以4:3標清格式廣播，當時該頻道選台號碼為336。頻道24小時緊貼香港及環球股市的即時行情，提供指數、活躍港股、成分股及分類股票等報價，更每日更新油、金、匯市資訊，直擊第一手市況。

## 其它頻道播映時段

### ViuTV新聞時段
ViuTV在2016年4月6日啟播後，會播放以下由Now新聞製作之新聞及財經節目：
| 節目        | 播放時間     | 播放日期   |
| ----------- | ------------ | ---------- |
| 早晨新聞    | 06:00－09:00 | 星期一至五 |
| 早晨新聞    | 06:00－08:00 | 星期六、日 |
| 交易時段    | 09:30－11:00 | 港股交易日 |
| 交易時段    | 15:00－16:00 | 港股交易日 |
| 午間新聞    | 12:00－12:30 | 星期一至日 |
| 6點新聞報道 | 18:00－18:30 | 星期一至日 |
| 7點新聞報道 | 19:00－19:30 | 星期一至日 |
| 深宵新聞    | 02:30－03:00 | 星期二至六 |
| 一周睇樓團  | 18:30－19:00 | 星期二     |
| 大鳴大放    | 18:30－19:00 | 星期六、日 |
| 杏林在線    | 18:30－19:00 | 星期五     |
| 經緯線      | 19:30－20:00 | 星期日     |

### now香港台
now香港台2008年12月12日啟播後至2016年3月18日，該台每日會播放以下由now新聞製作之新聞及財經節目（下列以停播前為準）：
- 《now午間新聞》（星期一至五13:00-13:30同步錄播）
- 《收市檢討》（港股交易日16:00-17:00同步直播）
- 《now財經新聞》（港股交易日19:00-19:20同步直播）
- 《潮玩科技》（星期四港股交易日19:20-19:30同步播出）
- 《理財有方》（星期一、二、三、五港股交易日19:20-19:30同步播出）
- 《now新聞報道》（星期一至五19:30-20:00同步錄播）
- 《一周睇樓團》（逢星期日18:30-19:00錄播）
- 《now深宵新聞》（每日04:30-05:00同步錄播）

### ViuTVsix新聞時段
ViuTVsix在2020年11月30日起，會播放以下由Now新聞製作之新聞節目（片尾顯示為香港電視娛樂製作）：
| 節目          | 播放時間     | 播放日期       |
| ------------- | ------------ | -------------- |
| ViuTV News    | 19:00－19:15 | 每日           |
| ViuTV News    | 23:30－23:45 | 星期一至三、五 |
| ViuTV News    | 23:00－23:15 | 星期六         |
| ViuTV News    | 電影時段後   | 星期四及日     |
| Weekly Re-Viu | 18:00－18:30 | 星期六         |

如在常規新聞時段內出現突發情況或記者會需直播，為免影響ViuTV隨後的節目安排，會在原結束時間前由主播說出「ViuTV的直播來到這裡（結束）」或「Now新聞台與ViuTV會分途廣播」，及後中斷聯播。而Now新聞台會繼續播出該節新聞。

## 採訪事件

### 2000年代
- 2008年3月25日，正值西藏騷亂，now寬頻電視記者簡學悕成功突破公安所有阻礙，進入西藏採訪；當時，所有境外記者已被公安趕離西藏。
- 2008年7月20日，記者周月翔採訪一名居於北京老衚衕的老婆婆時被公安無理中止採訪並且帶走；7月24日記者周月翔及攝影師楊楚文採訪北京市民購買北京奧運門票時的混亂時，被公安無理押上公安車一段時間；7月25日攝影師楊楚文採訪北京市民購買京奧門票時的混亂時，被公安從梯上拉跌。以上事件引致now新聞對北京發表嚴重抗議，最終導致雙方決裂，日後now新聞在內地的採訪都不時受到阻攔[來源請求]（例如汶川大地震家屬拜祭過程，但這與now新聞的定位更為有關[原創研究？]）。
- 2009年8月12日，時任now新聞台駐京記者的黃嘉瑜與攝影師到四川成都採訪，於當日上午6時許準備由酒店出發採訪譚作人案之際，數名公安人士在房間外攔截，指稱接獲市民舉報，懷疑黃等三人入住的房間藏有毒品等違禁品，要搜查房間，擾攘近6小時至下午1時許，該段時間三人一直被軟禁於酒店內，令三人不能正常外出採訪。now新聞台、香港記者協會及香港新聞行政人員協會均發聲明指公安無理執法，妨礙新聞自由。
- 2009年9月4日，now寬頻電視駐京攝影師林振威與記者陳偉利、無線電視記者林子豪及攝影記者劉永全到新疆烏魯木齊採訪時，被多名市武警毆打並且被強制扣留，事件在香港造成強烈反響，多間香港新聞媒體及團體在事件發生後提出抗議及參與遊行示威（詳見2009年新疆武警扣押香港記者事件）。

### 2010年代以後
- 2011年8月中，時任中國國務院副總理李克強訪港，期間警方多次對示威者及記者無理地阻止他們的示威及採訪活動（詳見李克強訪問香港期間保安爭議），其中now寬頻電視記者梁卓麒及攝影師被無穿制服、無證件及無表明身份之警員阻礙採訪及驅趕。及後，警方不負責任的態度及歪曲事實續令now寬頻電視不滿，故多次發表嚴重抗議聲明，及在now新聞台節目《時事全方位》交代及討論，得到議員及觀眾支持。
- 2018年5月16日：now新聞台攝影師徐駿銘在早上採訪北京維權律師出席謝燕益北京律師協會人士聽證會時遭警察和便衣人員阻撓，記者證和回鄉證被取去，未有歸還。攝影師試圖搶回證件但不成功，並被多名便衣人員和公安壓在地上及叉頸，頭部流血，按在地上鎖上手扣，押上警車帶走。攝影師中午前被帶到和平里醫院驗傷，在醫院驗傷時被禁止使用手機與外界聯絡，公安要求徐駿銘寫悔過書才讓他離開。Now新聞台對合法採訪遭到無理及粗暴阻撓表示極度憤怒。署理行政長官張建宗表示，非常關注事件，已馬上接觸港澳辦。記協發表聲明表示强烈抗議[8][9]。特首林鄭月娥對事件表示遺憾[10]。

## 爭議

### 率先報道嘉禾大火兩消防殉職
2008年8月10日，香港旺角嘉禾大廈發生五級大火，now新聞台於中午12:42報導「據消息，有兩名消防員殉職」（指蕭永方及陳兆龍），但到下午2時許其他新聞台才陸續報導有兩名消防員殉職，而不久後官方才正式向記者確認有兩名消防員殉職的事件，因此now新聞台被部分觀眾懷疑虛報新聞，但後來證實是因為now新聞台記者一路由火場跟隨殉職消防員所搭乘的救護車到達醫院後再跟進才得來的消息，換言之，這個消息是由now新聞台首先發放的，而非外界所指「消息是now新聞台猜中的」。

### 無綫前高層空降新聞部
2020年6月底，Now新聞主管、高級副總裁張志剛離職準備退休，由無綫新聞前中國組主管陳鐵彪接任，無綫採訪主任吳宜婷及高級監製李偉亮（已於翌年1月18日辭職）亦跟隨過檔。有報道指員工大會上有主管級人員指「未來條路好難行」，需要「見步行步」。陳鐵彪上任後不久，便傳出其下令禁止主播記者穿黑衣作政治表態，有員工因而慨嘆失去自主權。時至9月底，已退休7年的無綫前總編輯主任葉惠民空降Now新聞主管編輯組，負責中國新聞及外電，同時身兼港聞的最終編審。葉任職無綫新聞部時曾下令禁止直播緬甸民主領袖昂山素姬在英國國會的演說，而Now新聞台在短短3個月內已先後有4名無綫舊人出任高層。

### 邀民建聯李慧琼任節目主持
2020年9月底，香港01和立場新聞引述消息指，Now TV長壽論政節目《大鳴大放》將會邀請民建聯主席李慧琼出任主持一職，原有政治記者輪流主持的安排將會取消，負責節目的記者、採訪主任在事前均不知情。在此之前，晨早節目《時事全方位》「中國評論」環節已由民建聯成員阮紀宏取代中國專家馬鐵穎任主持。有該台記者擔心日後節目全部由政界人士主持，變得只有單一政見聲音。陳鐵彪辯稱李慧琼可邀約到Now新聞記者約不到的嘉賓，但說法隨即被與會記者質疑，認為有關安排等同為民建聯宣傳。會上陳鐵彪更批評《經緯線》「元朗黑夜」特輯報道不平衡，沒有包含白衣人一方的意見，故不會報名競逐國際新聞獎項，更直斥外國新聞獎項都是要來攻擊中國。潘曉穎命案中的死者母親更因此事杯葛now新聞台，最終在一片爭議聲下，陳鐵彪以「社會上出現有意或無意的揣測攻擊」和潘太杯葛為由，暫緩邀請李慧琼任主持。

### 下架葉建源評論港大副校人選
2020年10月23日，有報道指清華大學學者申作軍及宮鵬獲推薦出任香港大學副校長，而清華網頁曾顯示申作軍為黨委。Now新聞台報道此事時原本有教育界立法會議員葉建源的評論，當晚主管陳鐵彪突致電新聞部要求刪去之，並將報道內容從網站和手機應用程式下架。陳辯稱刪減屬「正常編輯改動」，「不合適在未確定的消息上再加揣測性的評論」。

### 下架蔡展鵬涉嫌光顧無牌按摩店報道
國安處處長蔡展鵬疑光顧無牌按摩店，休假候查。多間傳媒引述消息報道，now新聞台於2021年5月12日早上亦有作出報道，但中午在網上及其手機應用程式刪除該報道。據立場新聞報道，Now 新聞部主管陳鐵彪要求該報道下架，指要等待警方正式公布。下午三時後，時任警務處長鄧炳強交代事件後，now新聞才報道事件，並加上葉劉淑儀在立法會的公開回應。

### 下架市民悼念英女皇伊利沙伯二世報道
為悼念英女皇伊利沙伯二世，英國駐港總領事館設置弔唁冊供市民悼念，大批民眾等候。2022年9月12日，其中一位市民接受訪問說：「我要紀念這偉大的領袖，你看看有那麼多人，這就是民心所向」。該訪問片段刊登不久後已被刪除，有關Facebook帖文亦已刪除。據Renews指出，陳鐵彪直接下令刪除有關帖文。

## 報道手法
- 香港於2008年9月7日舉行第四屆立法會選舉，新聞台或電視台新聞部傳統上會在選舉前製作一些專題報導略略簡介一下選情，但now新聞台則在6月已經開始了，而且報導得非常深入，甚至加入一些分析元素，更在8月時在馬鞍山恆安商場、奧海城、九龍灣展貿中心、愉景新城及演藝學院舉辦了五場論壇（五個地方選區），又舉辦了功能組別的論壇及其相關專題報導，可見其對這次立會選舉的重視。

## 員工
| 管理層                                    | 管理層                                      | 管理層                                    | 管理層                                   | 管理層                              |
| ----------------------------------------- | ------------------------------------------- | ----------------------------------------- | ---------------------------------------- | ----------------------------------- |
| 陳鐵彪 （總監） *前無綫新聞中國組主管     | 吳宜婷 （副總監） *前無綫新聞記者及採訪主任 | 林芸生 （助理總監） *前《HKG報》總編輯    |                                          |                                     |
| 主播                                      |                                             |                                           |                                          |                                     |
| 翁家揚 （總主播） *前無綫財經主播         | 劉銘欣 （副總主播） *前無綫新聞主播         | 黃浩霖 （首席主播）                       | 饒慧珊 （首席主播） *TVB藝人姚子玲親姊妹 | 王凱晴 （首席主播） *前有線新聞主播 |
| 賴君蕊 （高級主播） *前無綫新聞主播       | 蘇雯慧 （高級主播）                         | 鄭嘉樂 （高級主播） *前TVB兒童節目小主持  | 羅添盈 （高級主播） *前有線新聞主播      | 林文謙 （主播）                     |
| 林誠瑤 （主播）                           | 陳森渝 （主播）                             | 李慧珊 （主播）                           | 曾楚琪 （主播）                          | 麥海銅 （主播）                     |
|                                           |                                             |                                           |                                          |                                     |
| 港聞組採訪主任／副採訪主任／助理採訪主任  |                                             |                                           |                                          |                                     |
| 謝瑞華 （採訪主任）                       | 岑凱詩 （採訪主任）                         | 高志輝 （副採訪主任）                     | 黃詠欣 （副採訪主任）                    | 譚以和 （副採訪主任）               |
| 港聞組記者                                |                                             |                                           |                                          |                                     |
| 羅家晴 （記者）                           | 羅泳思 （記者）                             | 高詩敏 （記者）                           | 李昌峻 （記者）                          | 陳樂陶 （記者）                     |
| 鄧穎琳 （記者）                           | 梁家寶 （記者）                             | 楊佩詩 （記者）                           | 李馨萍 （記者）                          | 林凱潼 （記者）                     |
| 鄔卓然 （記者) *前有線新聞主播            | 車軒珩 （記者）                             | 何嘉駿 （記者）                           | 張曼琳 （記者）                          | 江瓔庭 （記者）                     |
| 陳佩彤 （記者）                           | 黃穎芝 （記者）                             | 梁潔瀅 （記者）                           | 梁柏晞 （記者）                          | 湯偉圓 （記者）                     |
| 劉倩桐 （記者）                           | 蘇敬華 （記者）                             |                                           |                                          |                                     |
| 國際新聞組記者／編輯                      |                                             |                                           |                                          |                                     |
| 葉惠民 （總編輯）                         | 胡若寧                                      | 林中義                                    | 吳翠珊                                   | 林靜儀                              |
| 周凱勁                                    | 甘綺雯                                      | 黃欣怡                                    | 梁銘思                                   | 馮綺媚                              |
| 張曉鳴                                    | 陸子情                                      | 莊國禮                                    | 王芷彤                                   | 吳家耀                              |
| 吳碧怡                                    | 徐偉琪                                      | 劉偉軒                                    | 曾維駿                                   | 吳淽瀠                              |
| 何綺綾                                    | 黃俊霖                                      | 周諾妍                                    | 周蘊華                                   | 阮明珠                              |
| 林智偉                                    | 郭慧怡                                      | 何泳薇 （兼任港聞記者）                   | 楊潔儀                                   |                                     |
| 財經組記者／編輯                          |                                             |                                           |                                          |                                     |
| 潘磊華 （首席記者）                       | 楊卓華                                      | 李嘉莉                                    | 梁泳儀                                   | 曾惠琪                              |
| 許曦彤                                    | 何美澄                                      | 阮智聰                                    | 廖家俊                                   | 黃浩賢                              |
| 趙家盈                                    |                                             |                                           |                                          |                                     |
| 體育組                                    |                                             |                                           |                                          |                                     |
| 宋貴玲 （首席記者） *前亞視新聞記者       | 郭灝然 （高級記者） *前有線新聞記者         | 吳紀恩 *前無綫體育台主播                  | 郭子龍 *前無綫及有線記者及主播           |                                     |
| 2025實習記者                              |                                             |                                           |                                          |                                     |
| 陳詠瑤                                    | 張凱敏                                      | 高舜澄                                    | 何潁之                                   | 賴姵伶                              |
| 楊嘉雯                                    | 李穎雯                                      | 黃子晴                                    | 林政堯                                   | 容裕𧘌                              |
| 藍卓詠                                    |                                             |                                           |                                          |                                     |
| 專題組記者／編輯                          |                                             |                                           |                                          |                                     |
| 張璟瑩                                    | 張淑嫻 *前有線新聞主播                      | 吳煒茵 *前無綫新聞記者及主播              | 林𡝴雯                                   | 田彩玉                              |
| 黎頴然                                    | 黃靖婷                                      | 林嘉淇                                    | 丘翰賢                                   | 何子澄                              |
| 吳泳霖                                    | 楊家穎                                      | 楊嘉莉                                    | 朱銘茵                                   | 黃珊                                |
| 編導                                      |                                             |                                           |                                          |                                     |
| 梁錦泉                                    | 黃國強                                      | 李曉欣                                    | 韋迪文                                   | 童俊雄                              |
| 劉小珊                                    | 蔡俊業                                      | 龐仲邦                                    | 卓菱                                     | 陸潔瑩                              |
| 陳偉樂                                    | 何俊霆                                      | 蔡德志                                    | 何達榮                                   | 黃珮瑜                              |
| 陳毅恒                                    | 鄧永樂                                      | 歐志誠                                    | 梁栢謙                                   | 王政茵                              |
| 陸麗樺                                    | 尹家兒                                      | 馮錫江                                    | 廖子謙                                   | 霍希婷                              |
| 陳家信                                    | 張振軒                                      | 鄧學怡                                    | 溫勵妍                                   | 郭佩賢                              |
| 監製                                      |                                             |                                           |                                          |                                     |
| 劉慧萍 （交易時段） *前無綫財經記者及主播 | 陳沛斯 （交易時段）                         | 謝瑞華 （交易時段） *前無綫財經記者及主播 | 黃嘉偉 （交易時段）                      | 韓嘉恩 （交易時段）                 |
| 何美澄 （交易時段）                       | 麥國華 （港股今日睇）                       | 林澄 （環球金融快線）                     | 陳素貞 （時事全方位）                    | 李建安 （時事全方位）               |
| 徐巧明 （大鳴大放）                       | 王玉娟 （經緯線）                           | 戴熾賢 （杏林在線）                       | 陳啟樂                                   |                                     |

## 外判傳譯員
| 手語傳譯員 | 手語傳譯員 | 手語傳譯員 | 手語傳譯員 | 手語傳譯員 |
| ---------- | ---------- | ---------- | ---------- | ---------- |
| 黃惠蘭     | 馬芬燕     | 黎敏聰     | 凌家慧     | 鍾樂妍     |
| 盧芍然     |            |            |            |            |

## 音樂
- 《now新闻报道》主题音乐《Evening Drama》（页面存档备份，存于）
- 《now新闻报道》之后天气主题音乐《Morning Magazine》（页面存档备份，存于）

## 備註
1. ↑  原名《Now早晨》，與Now新聞台及Now財經台聯播。
2. ↑  本節目與Now財經台聯播。
3. ↑  原名《Now午間新聞》，與Now新聞台聯播。
4. ↑  原名《Now新聞報道》，與Now新聞台及Now財經台聯播，並由聾人機構「龍耳」提供即時手語傳譯。
5. ↑  原名《Now新聞報道》，與Now新聞台聯播。
6. ↑  原名《Now深宵新聞》，與Now新聞台聯播。
7. ↑  半小時版本
8. ↑  每日下午《6點新聞報道》提供手語傳譯。

## 外部連結
- 官方网站
- Now 財經
- Now新聞的Facebook專頁
- Now 財經的Facebook專頁
- Now新聞的Threads